# دافيدا كارول
دافيدا كارول (بالعبرية: דוידה קרול‏) هي مترجمة ولغوية وممثلة إسرائيلية، ولدت في 20 يونيو 1917 في موسكو في روسيا، وتوفيت في 9 ديسمبر 2011.

## وصلات خارجية
- دافيدا كارول على موقع IMDb (الإنجليزية)